# 레드 스켈턴

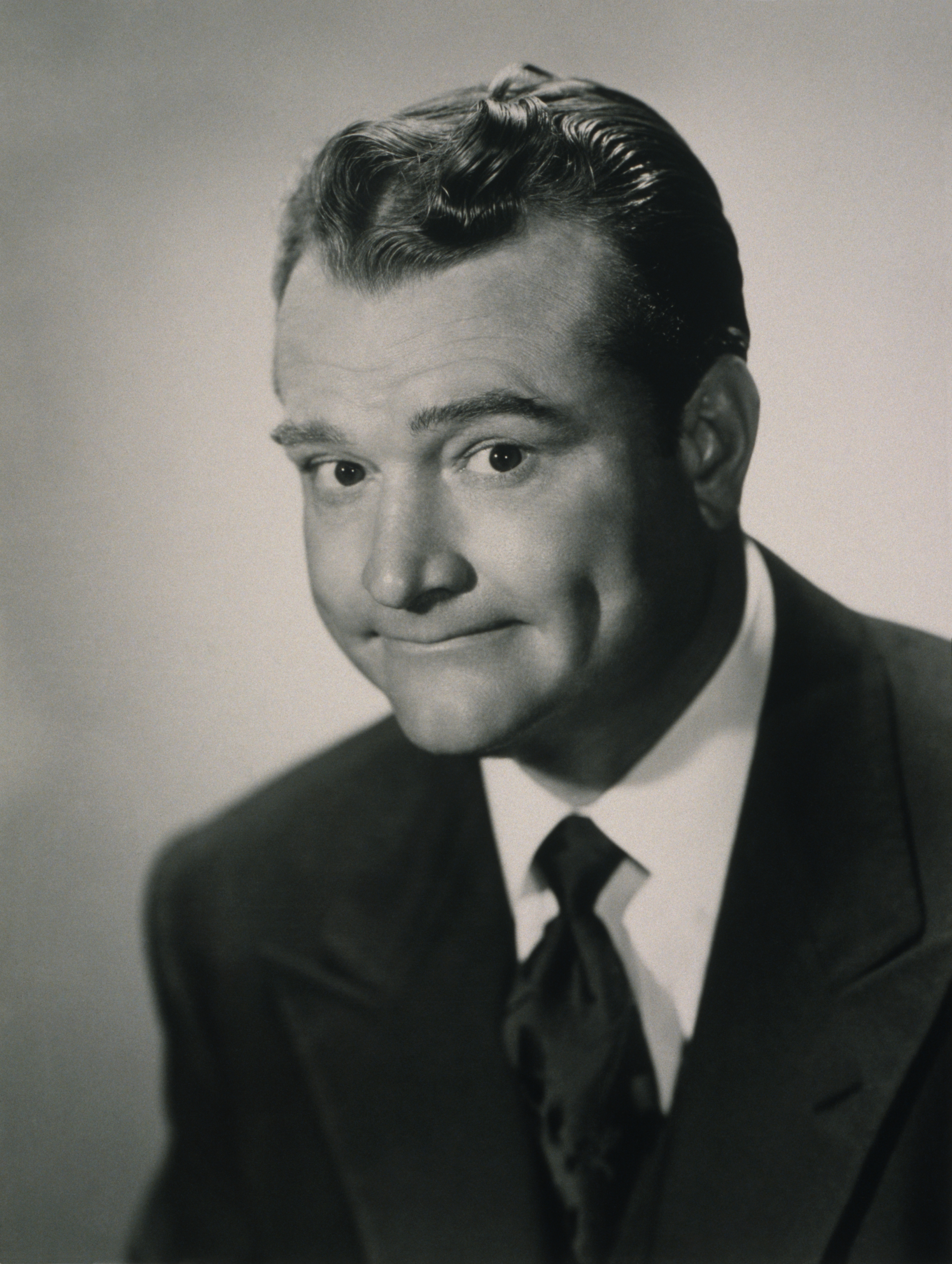

레드 스켈턴(Red Skelton, 1913년 7월 18일 ~ 1997년 9월 17일)는 미국의 희극 배우, 작곡가, 화가, 가수, 텔레비전 배우, 라디오 DJ, 영화배우, 각본가이다.
뱅센에서 태어났으며 랜초미라지에서 사망하였다. 사인은 폐렴이다. 포리스트 론 메모리얼 파크에 매장되었다.

## 영화
- 프레디 더 프리로더스 크리스마스 디너 (1981년)
- 엔터테인먼트 (1974년)
- 럭키 레이디 (1965년)
- 오션스 일레븐 (1960년)
- 80일간의 세계일주 (1956년)
- 수잔은 여기 자고 있다 (1954년)
- 챔프 (1953년)
- 러브리 투 룩 앳 (1952년)
- 텍사스 카니발 (1951년)
- 쓰리 리틀 워즈 (1950년)
- 아이다호의 공작부인 (1950년)
- 넵툰의 딸 (1949년)
- 어 소던 양키 (1948년) - 오브리 필모어 역
- 지그펠드 폴리스 (1946년)
- 수영하는 미녀 (1944년)
- 싸우잰드 치어 (1943년)
- 아이 두드 잇 (1943년)
- 두 베리 워즈 어 레이디 (1943년)
- 쉽 아호이 (1942년)
- 파나마 해티 (1942년)
- 레이디 비 굿 (1941년)